# Gunnera tinctoria
Gunnera tinctoria ist eine krautige Pflanzenart aus der Gattung Gunnera, der einzigen Gattung der Pflanzenfamilie der Gunneraceae in der kleinen Ordnung der Gunnerales. Die ursprünglich in Südamerika heimische Art wurde fast weltweit als Zierpflanze angepflanzt und ist heute in zahlreichen Regionen als Gartenflüchtling verwildert und eingebürgert. Die Art findet sich selten auch in Mitteleuropa, meist in größeren Parks und Gärten, sie ist hier nur eingeschränkt winterhart. Aufgrund der verwilderten Vorkommen gilt sie in vielen Regionen als invasive Art, sie wurde in die Liste invasiver gebietsfremder Arten von unionsweiter Bedeutung der Europäischen Union aufgenommen.

## Beschreibung

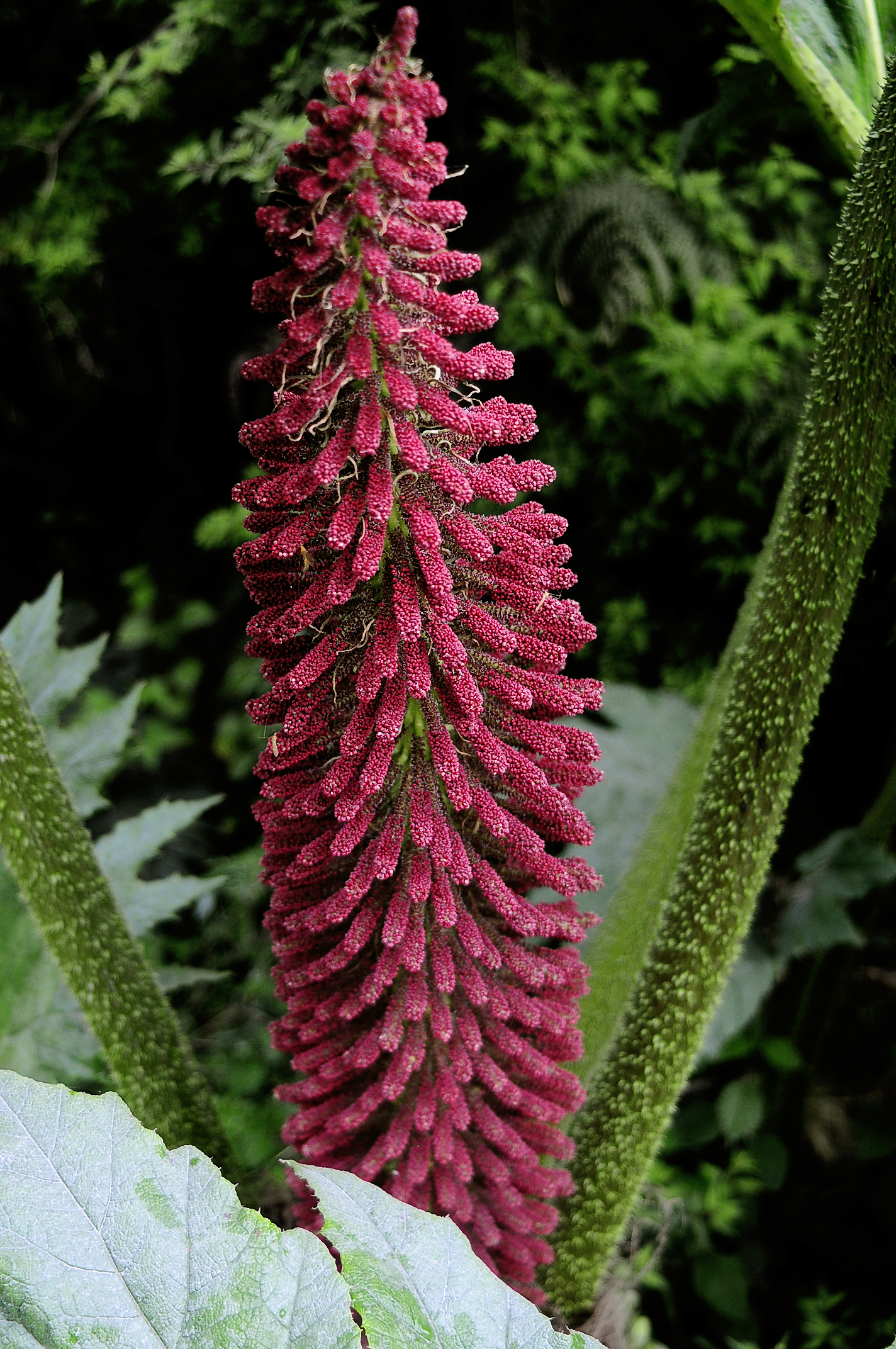
Blütenstand

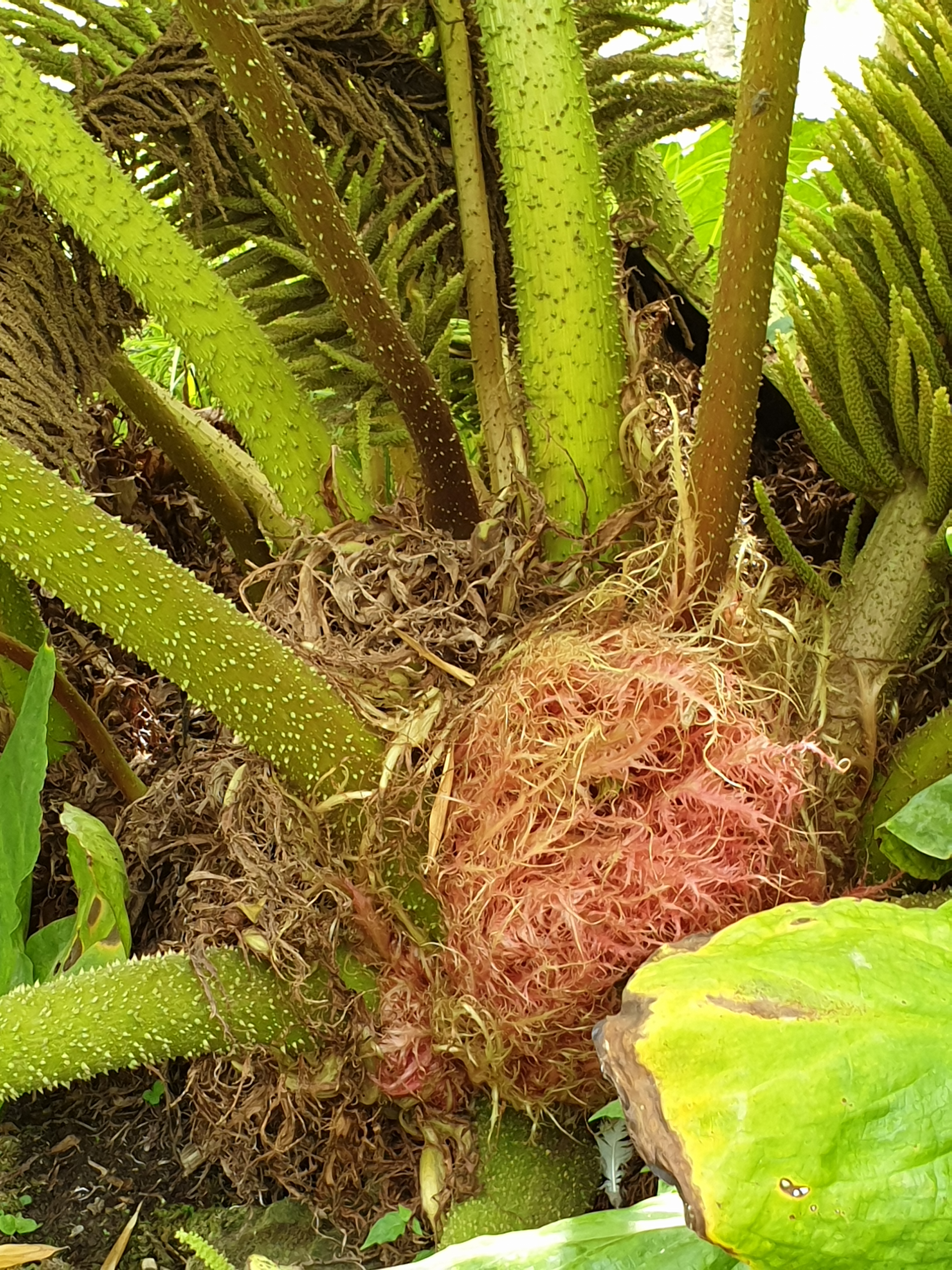
Spitze des kriechenden Sprosses mit Blattstielen der Laubblätter und Niederblättern

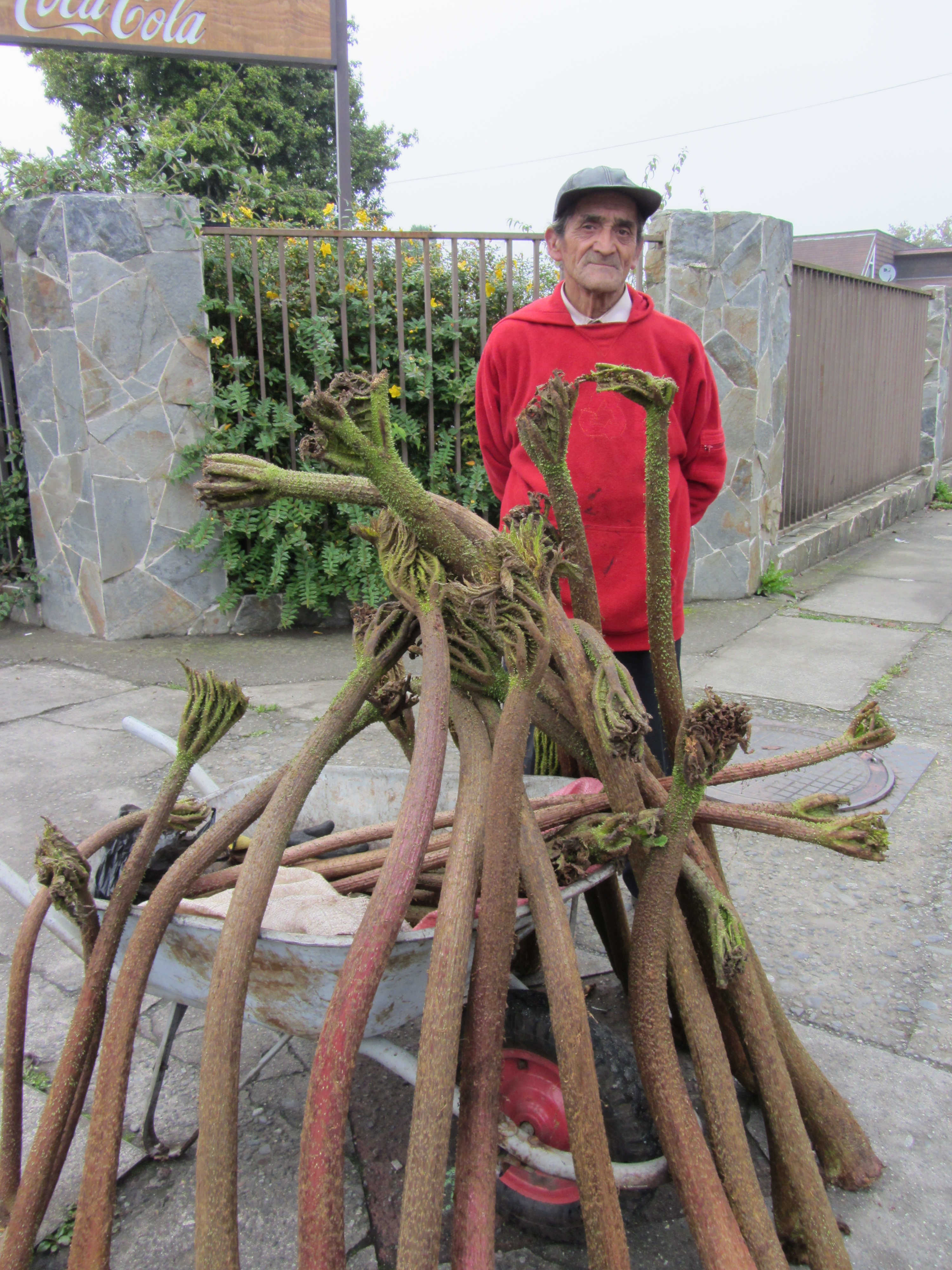
Junge Blattstiele als Gemüse

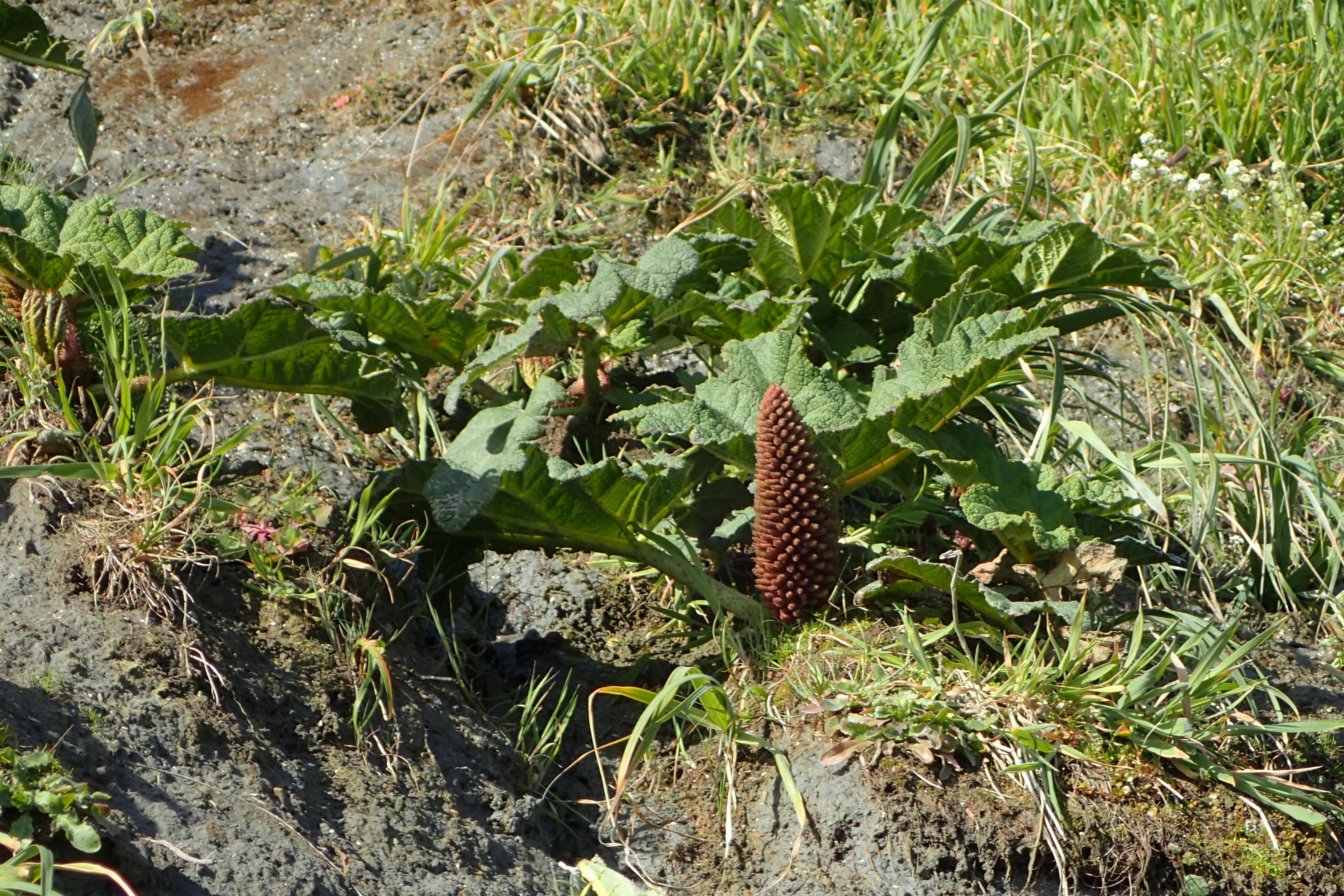
Gunnera tinctoria in Neuseeland

Wie alle Arten der Gattung ist Gunnera tinctoria eine ausdauernde, krautige Pflanze. Der ausdauernde Spross ist oberirdisch kriechend, er wird oft als Rhizom bezeichnet. Das Rhizom erreicht bei der Art bis zu 3,5 Meter Länge bei einem Durchmesser von 6 bis 25 Zentimeter. Es ist dicht bedeckt von schuppenförmigen abgestumpften Niederblättern von bis zu 20 Zentimeter Länge, dazwischen sitzen grün gefärbte, becherartige Aufwölbungen (gefärbt durch symbiontische Cyanobakterien der Gattung Nostoc). Durch die gigantischen, aufrechten sommergrünen Laubblätter erreicht die Pflanze eine Höhe von bis zu zwei Metern. Die Blätter sind wechselständig, an den Triebenden gehäuft. Sie sind lang gestielt (bis zu 100 Zentimeter), der Blattstiel ist meist rot gefärbt und stechend borstig behaart. Er ist anatomisch bemerkenswert durch die polystelische Anordnung der Leitbündel. Die Blattspreite erreicht 30 bis 150, selten 200, in ihrer südamerikanischen Heimat bis 300 Zentimeter Durchmesser. Sie ist rundlich mit handförmiger Nervatur, die Spreitenbasis herzförmig, der Blattrand fünf- bis siebenlappig, die Lappen in ein bis drei zugespitzte Teillappen gegliedert, deren Rand oft grob gezähnt. Die Blattspreite ist zu einem Viertel bis zur Hälfte ihrer Länge eingeschnitten. Die Blätter sind auf der Oberseite unauffällig weich drüsenhaarig, die Unterseite ist, besonders auf den Nerven, wie der Stiel stechend behaart.
Die Pflanze bildet zur Blütezeit jeweils drei bis vier robuste, aufrechte Blütenstände aus. Der Blütenstand ist sitzend oder kurz gestielt und gestreckt rispig verzweigt, mit Hunderten bis Tausenden kleinen Einzelblüten. Der Blütenstand erreicht etwa 45 Zentimeter, die Seitenäste des Blütenstands erreichen etwa 5 bis 7 (-10) Zentimeter Länge, sie sind gerade oder gewunden horizontal abstehend, die kleinen Blüten darauf gleichmäßig verteilt. Meist sitzen zur Basis hin rein weibliche, zur Spitze hin zweigeschlechtliche Blüten. Die Einzelblüten sind sitzend oder sehr kurz gestielt. Die Blütenhülle besteht aus zwei etwa einen Millimeter langen dreieckigen Kelchblättern und zwei jeweils etwa 2,5 Millimeter langen Kronblättern, diese sind eiförmig, verkehrteiförmig oder elliptisch, oft mit einer kleinen Stachelspitze und kahnförmig zusammengezogen, an den rein weiblichen Blüten oft reduziert. Sie sind grünlich, im Alter meist rotbraun verfärbt. Es sind zwei Staubblätter und ein kugeliger Fruchtknoten mit zwei Griffeln ausgebildet. Die Frucht ist eine gelblichweiße oder manchmal rote, fleischige, raue Steinfrucht von etwa zwei Millimeter Länge, sie ist im Umriss eiförmig und linsenartig abgeflacht. Jede Frucht enthält einen einzigen Samen.
Von der in Europa häufiger als Zierpflanze verwendeten Gunnera manicata unterscheidet sich Gunnera tinctoria an dem geschlosseneren Blütenstand mit kürzeren Seitenästen. Die Blätter von Gunnera manicata sind außerdem noch größer, bis zu drei Meter lang (bei Gunnera tinctoria in Europa nicht über zwei Meter). Blattstiel und Spreite sind stacheliger, mit zahlreichen rotbraun gefärbten Stachelborsten.

## Verbreitung
Das natürliche Verbreitungsgebiet von Gunnera tinctoria liegt in Südamerika. Das Verbreitungszentrum liegt in den südlichen Anden, in Chile und Argentinien, südlich bis nach Patagonien, in die Region Magallanes in Chile und Provinz Chubut in Argentinien. Sie erreicht dort Höhen bis zu etwa 1500 oder sogar 2000 Meter, kommt aber bis Meereshöhe, etwa in Küstendünen, vor. Nach Norden gibt es, schlecht dokumentierte, weitere Angaben für die gesamte Andenregion, nördlich bis Venezuela. Die Art wächst in Waldlichtungen und an Waldrändern, oft angrenzend an Feuchtgebiete, auch im Unterwuchs der Yungas genannten Gebirgsregenwälder. Sie kommt oft gemeinsam mit Coihue-Südbuche (Nothofagus dombeyi) und Scharlach-Fuchsie (Fuchsia magellanica) vor.
Die Art ist in vielen Regionen als Neophyt verwildert und eingebürgert. Als invasive Art verdrängt sie teilweise die natürliche Vegetation und gilt daher lokal als Bedrohung der Biodiversität. So ist sie eingebürgert auf São Miguel, der Hauptinsel der Azoren, vor allem in der Region Furnas, wo sie auch in Naturschutzgebieten große Bestände bildet. In Neuseeland kommt es in küstennahen Lebensräumen auf der Nord- wie der Südinsel vor, mit großen Vorkommen etwa im Egmont-Nationalpark auf der Nordinsel, mit Höhenverbreitung bis 380 m am Mount Taranaki. Durch die ausgedehnten Vorkommen auf unzugänglichen Küstenklippen sind endemische Pflanzenarten, die hier Rückzugsräume haben, vom Aussterben bedroht. In Europa sind invasive Vorkommen in England und Irland besonders problematisch. Sie kommt hier vor in den westlichen Küstenregionen der Inseln Irland und Großbritannien, meist unterhalb von 100 Metern Meereshöhe, mit Schwerpunkt in den Counties Galway und Mayo ganz im Westen von Irland. Vereinzelte verwilderte Vorkommen in Nordwest-Frankreich, in Kalifornien und in Süd-Australien sowie auf der Insel Tasmanien gelten als unproblematisch.

## Ökologie und Standort
Gunnera tinctoria kommt überwiegend in humiden Regionen, in der Regel mit Jahresniederschlägen von mehr als 1100 Millimetern, in ihrer südamerikanischen Heimat teilweise über 2000 Millimeter, vor. In trockeneren Gebieten kann sie sich nur in Feuchtgebieten halten. Sie bevorzugt moderate Temperaturen, in Großbritannien Wintertemperaturen zwischen 3 und 6 °C und Sommertemperaturen zwischen 12 und 15 °C; sie kommt aber in Südamerika bis in tropische Breiten vor. Ihr Vorkommen wird vor allem durch ihre hohe Frostempfindlichkeit begrenzt. Sie wächst auf bodenfeuchten Standorten, oft auf Vulkanasche oder auf Sand, meidet aber permanent wassergesättigte, staunasse Standorte. Sie bevorzugt schwach saure Böden.
Die Art kommt häufig auf Rohböden mit geringem Stickstoffgehalt vor. Möglich ist dies durch die Symbiose mit einem Luftstickstoff-fixierenden Cyanobakterium, Nostoc punctiforme. Nostoc wird über spezielle rot gefärbte Drüsen als vom Wind verbreitete Dauerzelle (Akinete) schon von der Keimpflanze aufgenommen. Sie besiedeln das Rhizom, wo sie angereichert in becherförmigen Fortsätzen mit besonders viel Stomata vorkommen. Die Symbiose von Gunnera und Nostoc ist die einzige eines Cyanobakteriums mit einem Bedecktsamer.

## Management
In Irland wurde zur Bekämpfung der Art ein Programm aufgestellt. Die weitere Verbreitung soll durch Aufklärung von Gärtnern und Restriktionen für den Handel eingeschränkt werden. Eine direkte Bekämpfung wird erwogen, aber bisher nicht durchgeführt. Probleme sind bei einer mechanischen Bekämpfung die mögliche unbeabsichtigte Verbreitung durch keimfähige Rhizom-Fragmente und bei einer chemischen Bekämpfung mögliche ökologische Kollateralschäden. Ähnliche Programme werden regional in Neuseeland durchgeführt.
In Deutschland war die Art bisher als Gartenpflanze verbreitet, aber weitaus weniger angepflanzt als Gunnera manicata mit noch spektakulärerem Blattwerk. Durch die Aufnahme in die Liste invasiver gebietsfremder Arten von unionsweiter Bedeutung ist die Zucht und der Handel in der Europäischen Union seit 2017 verboten. Aufgrund der Frostempfindlichkeit verwildert die Art in Mitteleuropa nicht.

## Taxonomie und Systematik
Die Art wurde von dem chilenischen Naturforscher und Jesuiten Juan Ignacio Molina in seinem Werk Saggio sulla storia naturale del Chili (1782) als Panke tinctoria erstbeschrieben. Die ehemalige Gattung Panke wird heute als Untergattung von Gunnera aufgefasst. Synonyme sind Gunnera chilensis Lam., Panke caulescens J.F.Gmel., Gunnera scabra Ruiz & Pavón, Panke chilensis Oerst. Die Untergattung Panke umfasst etwa zwanzig Arten mit Verbreitung in Südamerika (mit einigen vorgelagerten Inseln) und Hawaii. Sie ist morphologisch gut charakterisiert und die genetischen Daten widersprechen ihrer Monophylie zumindest nicht.
Die Autoren der Flora Neotropica unterscheiden drei Varietäten, die aber nicht von allen Botanikern anerkannt werden.
- Gunnera tinctoria var. tinctoria: Tiefe der Einschnitte der Blattspreite bis zu einem Viertel der Blattspreite, Lappen stumpf. Blattadern hervortretend, unterseits bedornt. Tragblatt des Blütenstands ganzrandig, 20 bis 25 Millimeter lang. In den südlichen Anden, in Höhen um 1400 m.
- Gunnera tinctoria var. meyeri (L.E.Mora) L.E.Mora, Pabón-Mora & F.González: Wie var. tinctoria, aber Blattadern nicht hervortretend, unbedornt, Tragblatt des Blütenstands geschlitzt. In tieferen Lagen der Anden von etwa 100 bis 1500 Meter, an den Ufern von Flüssen oder an schattigen, feuchten Orten in Wäldern.
- Gunnera tinctoria var. valdiviensis Pabón-Mora & F.González: Tiefe der Einschnitte der Blattspreite bis zur Hälfte der Blattspreite, Lappen spitz. In Chile in Küstendünen oder an Flussufern auf Sand, bis ca. 600 Meter Höhe.